# Lasarabagawu
Lasarabagawu is een bestuurslaag in het regentschap Nias Barat van de provincie Noord-Sumatra, Indonesië. Lasarabagawu telt 502 inwoners (volkstelling 2010).